# 北海道苫小牧南高等学校
北海道苫小牧南高校（ほっかいどうとまこまいみなみこうとうがっこう、Hokkaido Tomakomai Minami High school）は、北海道苫小牧市にある公立（道立）の高等学校。通称は苫南（とまなん、とまみなみ）・南高（なんこう、みなみこう）。
開校当初は校舎建設用地・建設予算ともになく、解体予定で老朽化が激しい苫小牧市立苫小牧東中学校の旧校舎を使用することになった。体育館がないため、苫小牧市立総合体育館で体育の授業を行った。校舎建設用地は難航の末に苫小牧市錦岡地区を確保し、1977年（昭和52年）に着工した。当時、周辺は牧草地が広がるだけであり、校地に牛が侵入してきたこともたびたびあった。1990年代以降宅地化が進み現在は住宅に囲まれている。
交通機関は、JR北海道苫小牧駅より道南バス（旧苫小牧市営バス）鉄北北口線バスで26分、錦岡駅より川沿ときわ線で4分、南高校バス停下車。道央自動車道苫小牧西インターチェンジより車で3分。

## 沿革
- 1975年12月1日 - 北海道苫小牧西高等学校内に開校準備事務所を設置。
- 1976年
  - 1月29日 - 校旗・校章決定。
  - 4月1日 - 仮校舎にて開校。
- 1978年
  - 3月29日 - 本校舎へ移転。
  - 10月 - 校歌制定（河邨文一郎作詞、黛敏郎作曲）。
- 1979年3月25日 - 柔剣道場完成。
- 1984年1月31日 - 校舎増築完成。
- 2008年3月 - 演劇部第2回春季全国演劇研究大会出場（東京）
- 2010年4月1日 - 単位制導入
- 2012年8月 - 演劇部第58回全国演劇発表大会（富山大会）出場

## 著名な出身者
- 荒木香衣 - 声優
- 堀江淳 - シンガーソングライター
- 丸山周 - ラジオパーソナリティ
- 山中武司 - 元アイスホッケー選手、長野オリンピック日本代表